# Rio Chiţcani
O Rio Chiţcani é um rio da Romênia, afluente do Bârlad, localizado no distrito de Vaslui.